# Ludwig von Jordan

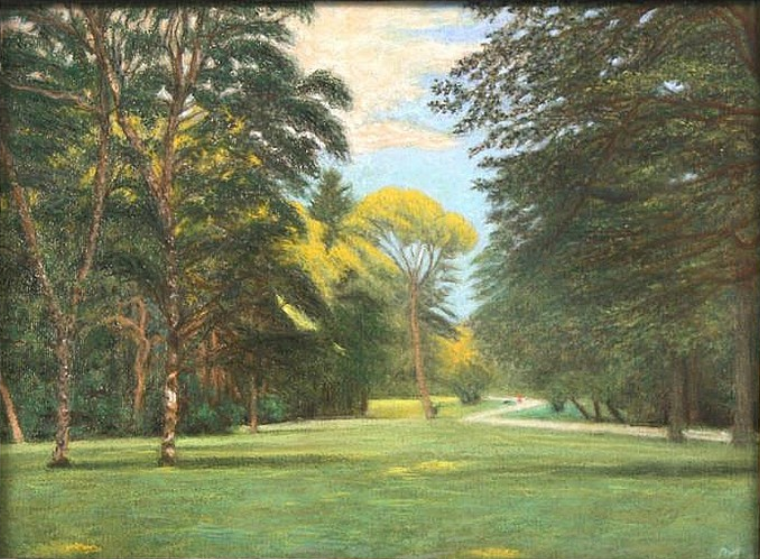
Sommernachmittag im Park, 1929

Ludwig Heinrich Ernst Erdmann von Jordan (* 15. Mai 1849 in Pawlau bei Ratibor in Oberschlesien; † 15. Dezember 1941 Weimar) war ein deutscher Maler, Illustrator, Schriftsteller und Offizier.

## Leben
Von Jordan entstammte einer preußischen Offiziersfamilie. Sein Vater Heinrich Gottlieb von Jordan (9. Juni 1795 – 5. März 1870) war Oberstleutnant, seine Mutter war Auguste (geborene von Keltsch und Riemberg, 17. Februar 1806 – 20. Juni 1878). Er selbst trat am 5. Oktober 1868 als Grenadier in das Garde-Grenadier-Regiment Nr. 3 (Königin Elisabeth) ein, um eine Offizierslaufbahn zu beginnen, die er 1890 im Rang eines Hauptmanns abschloss. Von 1881 bis 1884 studierte Jordan an der Kunstakademie Dresden unter anderem bei Paul Mohn und Friedrich Preller dem Jüngeren. Von 1886 bis 1892 folgte ein Studium an der Kunstschule Weimar bei Max Thedy und Theodor Hagen. Von Jordan ließ sich in Weimar nieder. Einer seiner nachweisbaren Wohnsitze war in der Kurthstraße 8.
Er nahm 1893 und 1896 an der Großen Berliner Kunstausstellung teil und war Mitglied im Reichsverband bildender Künstler und Thüringer Ausstellerverband bildender Künstler. Er ist somit Vertreter u. a. der Weimarer Malerschule. Insbesondere schuf Jordan Landschaftsgemälde im impressionistischen Stil und Porträts. Jordan ergriff 1903 im Richtungsstreit der Weimarer Kunstpolitik Partei für Harry Graf Kessler. Er war Vorsitzender der Bayreuther Tagung des Verbandes der Vereine Deutscher Kunststudierender und gehörte dem Kreis um Max Slevogt an.

## Familie
Von Jordan verlobte sich 1878 mit Thekla Katharina Karoline Jenny von Krosigk (* 22. Juli 1856), einer Tochter des verstorbenen königlich preußischen Majors Henrich von Krosigk und dessen Frau Elisabeth Charlotte Emma Louise (geborene von Jordan). Diese heiratete 1889 Karl Albert Friedrich August von Rittberg.
Er heiratete am 31. Mai 1885 Sofie Marie Mathilde Bary (* 18. Oktober 1863), eine Tochter des Malers Eduard Robert Bary, mit der er zwei Kinder hatte.
- Auguste Viktoria Ida Anna-Marie Erdmuthe von Jordan (* 3. März 1886)
- Arthur Heinrich Eduard Hans-Ludwig Erdmann von Jordan (* 7. Februar 1887)

Verwandte
- Seine Schwester Anna Marie Erdmuthe von Jordan (12. März 1836) wurde Ehrenstiftsdame zu Geseke-Keppel in Westfalen.
- Sein Bruder Hans Heinrich Gottlieb Ludwig Erdmann von Jordan (22. Dezember 1837 – 10. Januar 1868) wurde Premierleutnant
- Friedrich Wilhelm Erdmann Reinhold von Jordan (1801–1883), Karl Ernst Ludwig Theodor von Jordan (1804–1874) und Ludwig Alexander von Jordan (1806–1889) waren seine Onkel.

Ludwig von Jordans Grab befindet sich auf dem Hauptfriedhof Weimar.

## Werke (Auswahl)
Gemälde
- Am Wittgenstein, 1908
- Kanal in flacher Landschaft, 1899

Schriftstellerische Zeugnisse
- Heinrich von Jordan, Erinnerungsblätter und Briefe eines jungen Freiheitskämpfers aus den Jahren 1813 und 1814. Zusammengestellt und mit verbindenden Text versehen von Ludwig von Jordan, Berlin 1914.